# Conway County
Das Conway County ist ein County im US-Bundesstaat Arkansas. Der Verwaltungssitz (County Seat) ist Morrilton.

## Geographie
Das County liegt östlich des geografischen Zentrums von Arkansas und hat eine Fläche von 1468 Quadratkilometern, wovon 27 Quadratkilometer Wasserfläche sind. Es grenzt an folgende Countys:
|             | Van Buren County |                 |
| Pope County |                  | Faulkner County |
| Yell County | Perry County     |                 |

## Geschichte

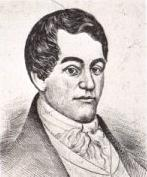
Conway

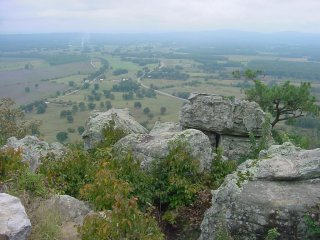
Der Petit Jean State Park

Das Conway County wurde am 20. Oktober 1825 aus Teilen des Pulaski County gebildet. Benannt wurde es nach Henry Wharton Conway, einem Mitglied der Kongress-Delegation aus Arkansas.
Im Januar 1872 wurde die erste Zeitung im County, in Lewisburg, der Wide Awake herausgegeben. Im Mai des gleichen Jahres startete auch der Western Empire. Die einzige Tageszeitung, die auch heute noch erhältlich ist, ist das Petit Jean Country Headlight. Der Zeitungsverlag wurde am 8. April 1874 gegründet.
1889 erlangte das Conway County negative nationale Aufmerksamkeit. John Middleton Clayton, der Bruder des ehemaligen Gouverneurs Powell Clayton, wurde in Plumerville ermordet. John Clayton kandidierte 1888 bei den Kongresswahlen gegen den Demokraten Clifton Rodes Breckinridge und verlor knapp. Clayton hatte die Unterstützung der schwarzen republikanischen Stimmberechtigten. Im Conway County wurde eine Wahlurne in einem Wahlbezirk, der überwiegend von Schwarzen bewohnt war, von vier weißen bewaffneten Männern gestohlen. Clayton kämpfte um die Wahl und fuhr nach Plumerville, um die fehlende Stimmen zu untersuchen. Am 29. Januar 1889 wurde er durch das Fenster seiner Pension erschossen und starb sofort. Dieser Vorfall ging als eine der betrügerischsten Wahlen in die Geschichte von Arkansas ein.

## Demografische Daten
Nach der Volkszählung im Jahr 2010 lebten im Conway County 21.273 Menschen in 8185 Haushalten. Die Bevölkerungsdichte betrug 14,8 Einwohner pro Quadratkilometer.
Ethnisch betrachtet setzte sich die Bevölkerung zusammen aus 84,2 Prozent Weißen, 11,2 Prozent Afroamerikanern, 0,7 Prozent amerikanischen Ureinwohnern, 0,4 Prozent Asiaten sowie aus anderen ethnischen Gruppen; 2,0 Prozent stammten von zwei oder mehr Ethnien ab. Unabhängig von der ethnischen Zugehörigkeit waren 3,6 Prozent der Bevölkerung spanischer oder lateinamerikanischer Abstammung.
In den 8.185 Haushalten lebten statistisch je 2,51 Personen.
24,5 Prozent der Bevölkerung waren unter 18 Jahre alt, 60,0 Prozent waren zwischen 18 und 64 und 15,5 Prozent waren 65 Jahre oder älter. 51,0 Prozent der Bevölkerung war weiblich.
Das jährliche Durchschnittseinkommen eines Haushalts lag bei 36.356 USD. Das Prokopfeinkommen betrug 19,562 USD. 19,6 Prozent der Einwohner lebten unterhalb der Armutsgrenze.

## Kultur und Sehenswürdigkeiten

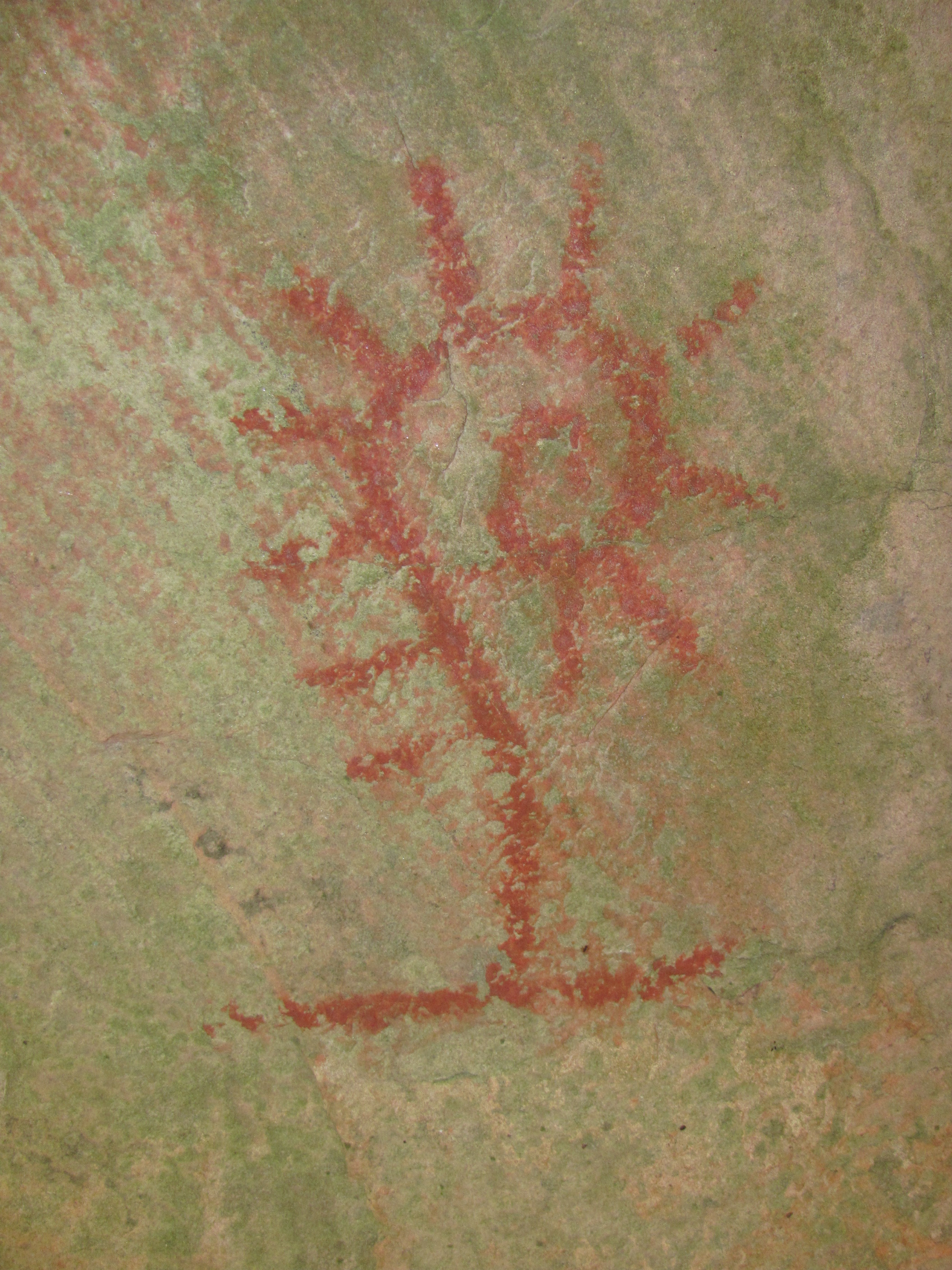
Petroglyphe in der Indian Cave, Petit Jean No. 1 (2014). Diese Stätte ist seit Mai 1982 im NRHP eingetragen.

58 Bauwerke, Stätten und historische Bezirke (Historic Districts) des Countys sind im National Register of Historic Places („Nationales Verzeichnis historischer Orte“; NRHP) eingetragen (Stand 12. Februar 2022), darunter das Courthouse des Countys, das Coca-Cola Building und mehrere archäologische Fundstätten in Höhlen wie zum Beispiel die Indian Cave, Petit Jean No. 1.

## Städte und Gemeinden
Citys
- Blackwell
- Formosa
- Morrilton
- Oppelo
- Plumerville

Town
- Menifee

Census-designated place (CDP)
- Center Ridge

Unincorporated Communitys
- Cleveland
- Hattieville
- Hickory Hill
- Jerusalem
- Lanty
- Mallet Town
- Robertsville
- Sandtown
- Solgohachia
- Springfield
- Wesley Chapel
- Winrock

Weitere Orte
- Ada
- Arthur
- Bethlehem
- Birdtown
- Cedar Creek
- Cypress Valley
- Friendship
- Gobblers Point
- Grandview
- Hill Creek
- Kenwood
- Lewisburg
- Lone Grove
- Macedonia
- Middleton
- Overcup
- Pleasant Hill
- Pontoon
- Riverview
- Sunnyside
- Wonderview

Townships
- Austin Township
- Bentley Township
- Bird Township
- Catholic Point Township
- Cedar Falls Township
- Gregory Township
- Griffin Township
- Higgins Township
- Howard Township
- Lick Mountain Township
- Martin Township
- McLaren Township
- Nichols Township
- Old Hickory Township
- Petit Jean Township
- St. Vincent Township
- Steele Township
- Union Township
- Washington Township
- Welborn Township
- White Eagle Township